# Jesmyn Ward

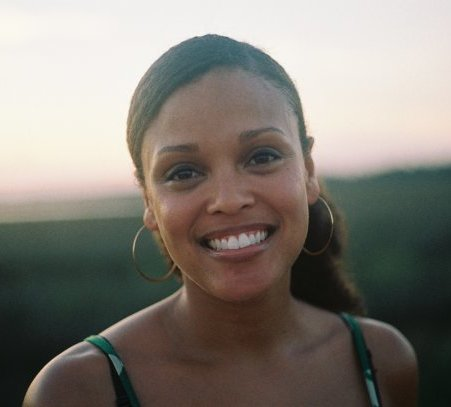
Jesmyn Ward

Jesmyn Ward (Berkeley (Californië), 1977) is een Amerikaans romanschrijfster. 
Ward won in 2011 de National Book Award voor fictie en in 2012 een Alex Award met haar tweede roman Salvage the Bones. Het is een verhaal over familiale liefde en gemeenschap, dat zich afspeelt in de tien dagen voorafgaand aan de orkaan Katrina, de dag van de cycloon zelf, en de dag erna. 
In 2017 won Ward een tweede National Book Award voor fictie voor Sing, Unburied, Sing (in het Nederlands verschenen met de titel Het lied van de geesten). In hetzelfde jaar kreeg zij een MacArthur Fellowship, de zogeheten 'genius grant'.
Jesmyn Ward is een voormalig Stegner fellow aan de Stanford-universiteit en Grisham writer in residence aan de Universiteit van Mississippi. Haar drie romans en haar memoir Men We Reaped zijn allemaal gesitueerd in de staat Mississippi, in de streek waar ze opgroeide. Ward is professor creatief schrijven aan Tulane University in New Orleans. 

## Werken
- Where the Line Bleeds, 2008
- Salvage the Bones: A Novel, 2011
- Men We Reaped (Mannen die we oogstten), 2013
- Sing, Unburied, Sing (Het lied van de geesten), 2017
- Let Us Descend, 2023